# Кулматов, Кубанычбек Кенешович
Кубанычбе́к Кене́шович Кулма́тов (род. 14 февраля 1963, Фрунзе) — киргизский государственный и политический деятель, мэр города Бишкек (2014—2016).

## Трудовая деятельность
25 сентября 1986 — 25 сентября 1988 — Киргизский государственный университет имени 50-летия СССР, преподаватель кафедры исторических наук, стажер-исследователь.
10 февраля 1992 — 29 сентября 1995 — фирма «Айлатан» (Бишкек), директор.
20 февраля 1996 — 12 октября 1996 — торговое представительство РФ в Дании, старший инженер.
9 января — 11 марта 2004 — департамент Таможенной службы, начальник главного Управления доходов.
11 марта 2004 — 13 мая 2005 — департамент Таможенной службы, замдиректора Комитета по доходам.
13 мая 2005 — 18 июля 2006 — Государственная Таможенная инспекция при Правительстве КР, замдиректора инспекции.
18 августа 2006 — 10 мая 2007 — Государственная Таможенная инспекция при Правительстве КР, советник директора.
10 мая 2007 — Государственный Таможенный комитет, первый зампредседателя.
9 апреля 2010 — Председатель Таможенной службы КР (назначен распоряжением Временного правительства).
16 июля 2010 — 8 июля 2013 — Председатель Таможенной службы при Правительстве КР (был назначен распоряжением Президента).
Июль 2013 — Советник президента КР.
Август 2013 — январь 2014 — полномочный представитель правительства в Чуйской области.
15 января 2014 — 9 февраля 2016 — мэр города Бишкек.
14 марта 2016 — 13 сентября 2017 — Председатель правления Российско-Кыргызского фонда развития.
14 сентября 2017 — 11 декабря 2017 — Председатель Национального банка КР
11 декабря 2017 — 14 мая 2018 — Председатель Государственной таможенной службы при Правительстве КР

## Дополнительная информация
Имеет звание полковника
Кандидат исторических наук
Отец Кенеш Нурматович Кулматов советский и российский дипломат, советский государственный, партийный и комсомольский деятель.
18 мая 2018 года ГСУ ГКНБ предъявило Кулматову обвинение по статье 303 (коррупция) УК КР, был обвинен в том, что незаконно использовал грантовые средства, будучи мэром Бишкека в 2014 году.
5 июня 2018 года взят под стражу до 28 июня в СИЗО ГКНБ КР.
23 декабря 2019 года был освобожден из зала суда, приговорен к штрафу в 5 миллионов сомов.

## Награды
- Именные часы от имени Премьер-министра Кыргызской Республики (29 августа 2013 года)[6]